# Кривченко Юрій Михайлович
Юрій Михайлович Кривченко (19 жовтня 1966 , Дніпро  — 14 лютого 2014 ) — радянський та український футболіст і футзаліст, який грав на позиціях захисника, півзахисника та нападника.

## Біографія
Вихованець дніпропетровської СДЮШОР «Дніпро-75». З 1983 року грав у дублюючому складі дніпропетровського «Дніпра», в якому за два роки провів 49 матчів і забив п'ять голів, проте до ігор основної команди не залучався.
На рівні команд майстрів дебютував у 1984 році, у складі дніпродзержинського «Металурга», який виступав у другій лізі чемпіонату СРСР. Наступного року перейшов у криворізький «Кривбас», де провів один сезон.
У 1986 році грав за «Приморець» зі Смолянінового у змаганнях колективів фізкультури, а у 1987 році став гравцем хабаровського СКА, кольори якого захищав упродовж двох сезонів.
1989 року повернувся у «Дніпро», проте провів за основний склад всього один матч, вийшовши на заміну замість Антона Шоха на 75-й хвилині гри проти волгоградського «Ротора» в Кубку Федерації футболу СРСР. Також провів 9 матчів за дніпропетровську команду у турнірі дублерів. У тому ж році перейшов у «Вулкан» із Петропавловська-Камчатського, за який виступав до 1991 року. Після «Вулкану» деякий час виступав за чехословацький ТТС із Тренчина.
1992 року повернувся в Україну, де став гравцем шепетівського «Темпа», який отримав право в першому чемпіонаті незалежної України виступати у вищій лізі. Кривченко дебютував в елітному дивізіоні 6 березня 1992 року, вийшовши в стартовому складі у виїзному матчі проти миколаївського «Евіса», а на 61-й хвилині замість нього на полі з'явився Олександр Бабій. У першому чемпіонаті України шепетівська команда посіла останнє місце в турнірній таблиці і вилетіла з Вищої ліги, а Кривченко зіграв 14 ігор чемпіонату, проте вже в наступному сезоні, за допомогою Кривченка, що був одним з основних гравців колективу, стала срібним призером першого дивізіону і повернулася в «еліту». Там в новому сезоні гравець провів всього один матч і незабаром покинув команду.
Після відходу з «Темпу», Кривченко відправився в Ліван, де протягом двох сезонів захищав кольори клубу «Аль-Ахлі» з міста Сарба.
У 1995 році футболіст повернувся в Україну і знову став гравцем «Темпу», який на той час переїхав у Хмельницький і називався «Темп-АДВІС», проте клуб відчував серйозні фінансові проблеми і надовго гравець в ньому не затримався.
1996 рік Кривченко провів у благовіщенському «Амурі», виступаючи у Другій лізі Росії, а на наступний рік гравець знову повернувся в Україну, де деякий час виступав за аматорський «Локомотив» з Дніпропетровська, а потім став гравцем кіровоградської «Зірки», у складі якої провів два матчі у вищій лізі чемпіонату України.
У 1998 році Кривченко перейшов до хмельницького «Поділля», якому допоміг стати переможцем своєї групи другої ліги і заробити право на вихід в першу лігу. Останню гру на професійному рівні провів у 1999 році.

### Міні-футбольна кар'єра
Починаючи з 1994 року виступав за команди «Ніке», «Фортуна» (Дніпропетровськ), «Будівел» і «ДДАУ-Бересфорд», які брали участь у чемпіонаті та Кубку України з міні-футболу. У 2000—2001 роках був головним тренером міні-футбольного клубу «ДДАУ-Бересфорд».

## Статистика
| Сезон   | Клуб                               | Чемпіонат | Чемпіонат | Дубль | Дубль | Кубок | Кубок |
| Сезон   | Клуб                               | І         | Г         | І     | Г     | І     | Г     |
| ------- | ---------------------------------- | --------- | --------- | ----- | ----- | ----- | ----- |
| 1983    | «Дніпро» (Д1)                      | 0         | 0         | 17    | 0     | 0     | 0     |
| 1984    | «Дніпро» (Д1)                      | 0         | 0         | 26    | 5     | 0     | 0     |
| 1984    | «Металург» (Дніпродзержинськ) (Д3) | 11        | 1         | 0     | 0     | 0     | 0     |
| 1985    | «Кривбас» (Д3)                     | 35        | 4         | 0     | 0     | 0     | 0     |
| 1986    | «Приморець» (Смоляніново) (КФК)    | 0         | 0         | 0     | 0     | 0     | 0     |
| 1987    | СКА (Хабаровськ) (Д3)              | 31        | 3         | 0     | 0     | 0     | 0     |
| 1988    | СКА (Хабаровськ) (Д3)              | 16        | 1         | 0     | 0     | 0     | 0     |
| 1989    | «Дніпро» (Д1)                      | 0         | 0         | 9     | 0     | 0     | 0     |
| 1989    | «Вулкан» (Д3)                      | 3         | 0         | 0     | 0     | 0     | 0     |
| 1990    | «Вулкан» (Д4)                      | 27        | 2         | 0     | 0     | 0     | 0     |
| 1991    | «Вулкан» (Д4)                      | 30        | 1         | 0     | 0     | 0     | 0     |
| 1992    | «Темп» (Шепетівка) (Д1)            | 14        | 0         | 0     | 0     | 1     | 0     |
| 1992/93 | «Темп» (Шепетівка) (Д2)            | 36        | 5         | 0     | 0     | 6     | 2     |
| 1993/94 | «Темп» (Шепетівка) (Д1)            | 1         | 0         | 0     | 0     | 0     | 0     |
| 1993/94 | «Аль-Ахлі» (Сарба) (Д1)            | ?         | ?         | ?     | ?     | ?     | ?     |
| 1994/95 | «Аль-Ахлі» (Сарба) (Д1)            | ?         | ?         | ?     | ?     | ?     | ?     |
| 1995/96 | «Темп-АДВІС» (Д2)                  | 20        | 2         | 0     | 0     | 0     | 0     |
| 1996    | «Амур» (Благовєщенськ) (Д3)        | 25        | 3         | 0     | 0     | 0     | 0     |
| 1996/97 | «Локомотив» (Дніпропетровськ) (Ам) | 6         | 1         | 0     | 0     | 0     | 0     |
| 1997/98 | «Зірка» (Кіровоград) (Д1)          | 2         | 0         | 0     | 0     | 1     | 0     |
| 1997/98 | «Зірка-2» (Д3)                     | 8         | 0         | 0     | 0     | 0     | 0     |
| 1997/98 | «Поділля» (Хмельницький) (Д3)      | 15        | 2         | 0     | 0     | 0     | 0     |
| 1998/99 | «Поділля» (Хмельницький) (Д2)      | 32        | 0         | 0     | 0     | 3     | 0     |
| Всього  | Всього                             | 312       | 25        | 52    | 5     | 11    | 2     |

## Досягнення
- Срібна медаль першої ліги чемпіонату України : 1992/93
- Переможець другої ліги чемпіонату України : 1997/98 (група «А»)